# Amber Court
Amber Court Villa D’Genting Resort ist ein Hochhaus in den Genting Highlands der malaysischen Provinz Pahang. Es besteht aus zwei Appartement-Türmen (Parkview und Hillview) mit je 23 Stockwerken; eingeschlossen sind drei Stockwerke Parkgarage und ein Einkaufszentrum. Mit einer Höhe von ungefähr 92 m gehört es zu den höchsten Gebäuden der Genting Highlands. Die 741 Apartments sind Eigentumswohnungen, die teilweise als Ferienwohnungen genutzt werden. Bekannt wurde Amber Court durch verschiedene Geistergeschichten.

## Geschichte
Amber Court entstand während des Kreditbooms der 1990er Jahre im Auftrag des Immobilienunternehmens Villa Genting Development Sdn Bhd (VGD). Das kanadische Bergbauunternehmen Giant Bay Resources Ltd. plante mit seiner malaysischen Tochtergesellschaft Giant Bay (Malaysia) Sdn Bhd (nennt sich später Villa Genting Sdn. Bhd.) und Samaworld (Malaysia) Sdn Bhd den neuen Freizeitpark SamaWorld Theme Park in den Genting Highlands. Die Rodungsarbeiten im Urwald und anschließende Bodenbefestigungen wurden noch durchgeführt, jedoch kam es nie zur Fertigstellung des Freizeitparks. Giant Bay unter Geschäftsführer Richard J. Leibel war für den Bau von Wohn- und Gewerbeflächen zuständig.  Durch den neuen Themenpark wäre die Nachfrage an Touristenunterkünften stark gestiegen, weshalb Giant Bay Development Sdn Bhd (später Villa Genting Development Sdn Bhd) für Samaworld einen Resort-Apartment Komplex entwickelte. Dieser wurde als Samaworld Parkview And Hillview Resort Apartments oder nur Resort Apartments und später als Amber Court bezeichnet. Das Land, auf dem Amber Court gebaut wurde, gehörte Samaworld (M) Sdn Bhd. Der Treuhänder (Trustee) Villa Genting Development Sdn Bhd war für die Projektentwicklung und den Verkauf von Apartments zuständig. Ab 1991 wurden Apartments unter dem Slogan „Cool Investment – Hot Returns“ vermarktet. Im Februar 1991 begannen auch die Rodungsarbeiten, um 1994 begann der eigentliche Bau und um 1996 war Amber Court betriebsbereit.
Käufer von Apartments waren vor allem malaysische sowie singapurische Investoren und große Unternehmen wie Berjaya Corporation, WTK Holdings und KFC Holdings Malaysia. Leisure Holidays erwarb 36 Apartments für sein Time-Sharing-Konzept. Das Gebäude diente anschließend als Appartement-Hotel mit vollständig eingerichteten Wohnungen aus Küche, Bad und abgeteilten Schlafzimmern und wurde vor allem als Tagungs- und Erholungszentrum von Unternehmen oder für Familienurlaube genutzt. Zur Verfügung standen mehrere Konferenzräume (Cassa, Victoria, Jasmin and Camilla rooms) und ein Bankettsaal, sowie Sauna, Fitnessstudio, ein Spiele-Raum und ein Restaurant (Paloma Garden Cafe). Die Verwaltung übernahm vg resort management Sdn Bhd. Obwohl ein Rechtsstreit mit der Baufirma Teknik Cekap Sdn Bhd für Villa Genting Development  positiv entschieden wurde, ging Villa Genting Development  im Jahr 2000 wegen der Asienkrise in Insolvenz. Zur Verwaltung der Immobilie gründete sich das Amber Court Liaison Committee (ACLC). Als Folge der Wirtschaftskrise waren einige Eigentümer nicht mehr in der Lage, für Service und Instandhaltung (Hausgeld) aufzukommen. Zusätzlich traten wegen des feucht-tropischen Klimas rote Moose und Algen an der Fassade auf, was ein verwahrlostes Aussehen zur Folge hatte. Die blutrote Färbung führte zu vielen Geistergeschichten im Internet. Im Jahr 2012 fanden Renovierungsarbeiten statt und die Fassade erhielt einen neuen Anstrich. Die Situation verbesserte sich jedoch nur kurzzeitig.
Eine steigende Zahl neuer Bauprojekte in den Genting Highlands führte zur Vermietung der Appartements an Bauunternehmen, die Gastarbeiter in Amber Court unterbringen. Die abgelegene Lage, Probleme mit der Wasserversorgung, Undichtigkeiten in Dach und Wasserleitungen, illegale Aktivitäten und damit verbundene Sicherheitsbedenken verschlechterten die Situation weiter. Seit 2013 verwaltet die Amber Court Management Corporation (ACMC) das Amber Court. Momentan (Herbst 2020) wird es renoviert.
Neben Amber Court entwickelte die ebenfalls zu Villa Genting Berhad gehörende Villa Genting Properties Sdn Bhd (VGP) einen weiteren Appartement-Komplex in den Genting Highlands. Dieser wurde als Hilltop Condominiums und später als Billion Court bezeichnet. Während des Baus kam es zu einer gerichtlichen Auseinandersetzung mit dem Bauunternehmen Muhibbah Engineering (M) Bhd. Billion Court konnte wegen der Asienkrise nicht mehr fertiggestellt werden, weshalb VGP auf die malaysische Blacklist für problematische Immobilienunternehmen gesetzt wurde. 2012 übernahm die NCT Group das seit 2002 ruhende Projekt und es wurde 2016 mit dem Ion Delemen Hochhauskomplex bebaut.

## Medien
2017 war Amber Court Filmkulisse für den Horrorfilm Haunted Hotel.
Im Jahr 2020 hat Galileo Amber Court einen Beitrag gewidmet.